# Archivo y Museo del Carmen
El Archivo y Museo del Carmen está ubicado en la calle Ignacio Barrios 208 Carmelo frente a la Plaza Artigas. Su contenido es religioso e histórico, pertenece a la Parroquia del Carmelo.

## Historia
El edificio fue mandado a construir por el presidente Manuel Oribe entre los años 1848 y 1849 con destino a escuela. Pueden verse aun sus antiguos pisos, techos de teja y aberturas. Posee valiosos objetos y documentos pertenecientes al pueblo y capilla de las Víboras y a la Calera de las Huérfanas, como las partidas de nacimiento de los tres hermanos mayores del Libertador Don José de San Martín.
Los hermanos del general,  nacidos en la Calera de las Huérfanas fueron: María Elena, nacida el 18 de agosto de 1771; Manuel Tadeo, el 28 de octubre de 1772, y Juan Fermín el 6 de febrero de 1774. cuyas partidas se hallan asentadas en el Libro I de Bautismos de la Parroquia de Las Víboras, a los folios 25, 21 y 31 respectivamente. La de María Elena, es el asiento de una certificación del fraile dominico Francisco Pera, capellán de la Calera, autenticada por el secretario del arzobispado de Buenos Aires. El libro de bautismos se conserva actualmente en el Museo y Archivo del Carmen de la Parroquia de Carmelo.